# チェイス・ハンプトン
オーブリー・チェイス・ハンプトン（Aubrey Chase Hampton, 2001年8月7日 - ）は、アメリカ合衆国テキサス州ロングビュー出身のプロ野球選手（投手）。右投右打。MLBのニューヨーク・ヤンキース傘下所属。

## 経歴
2022年のMLBドラフト6巡目（全体190位）でニューヨーク・ヤンキースから指名されプロ入り。
2023年に傘下のA+級ハドソンバレー・レネゲーズでプロデビューし、シーズン途中にAA級サマセット・ペイトリオッツへ昇格した。